# Jacqueline Mayerhofer

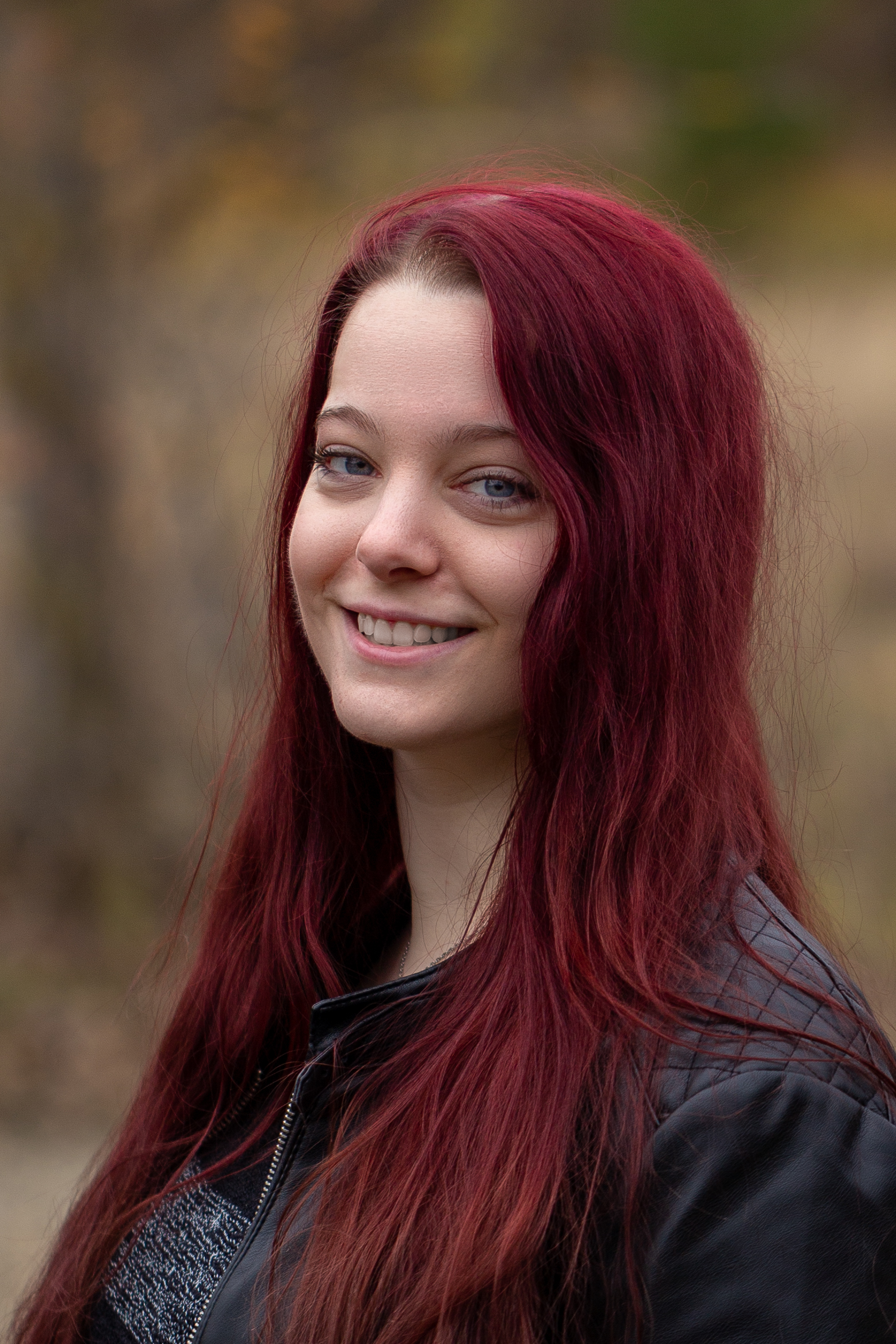
Jacqueline Mayerhofer, 2019

Jacqueline Theresia Mayerhofer (* 3. Januar 1992 in Wien) ist eine österreichische Autorin und Lektorin.

## Leben und Werk
Jacqueline Mayerhofer beendete ihre Schulausbildung 2012 mit der Matura an einer Schule mit Schwerpunkt für internationale Geschäftstätigkeit und Marketing. 2019 schloss sie ihr Germanistik-Studiums der Deutschen Philologie mit dem Bachelor of Arts und 2024 mit dem Master of Arts an der Universität Wien ab. Neben ihrer Tätigkeit als Autorin und Lektorin arbeitet sie auch als Redakteurin und Copywriterin.
Sie schreibt hauptsächlich in den Bereichen Science-Fiction, Fantasy und Horror. Sie schreibt auch unter ihrem offenen Pseudonym Sheyla Blood. Neben Romanen und Novellen hat sie seit ihrem Debüt 2008 zahlreiche Kurzgeschichten in unterschiedlichen Anthologien veröffentlicht. 2019 wurde Jacqueline Mayerhofer im Rahmen des Eggenburger Mittelalterfestes für ihre Novelle Der fremde Wille zur Stadtschreiberin von Eggenburg gekürt. Geplant ist, dass das Werk unter dem Titel Fremder Wille 2025 in Romanform erscheint. Ihr Roman Brüder der Finsternis wurde vom Musiksender Radioplanet Berlin zum Roman des Jahres 2019 gekürt. Sie selbst belegte 2019 und 2020 in der Kategorie Autorin des Jahres Platz 3.
2023 konnte sie nicht nur eine erste Kurzgeschichte für das Universum von Perry Rhodan beisteuern, sondern 2024 auch einen Roman innerhalb der ANDROIDEN-Miniserie.

## Ausgewählte Werke
Romane und Novellen
- Mondschatten. Verlag ohneohren, 2016 (E-Book), 2017 als Taschenbuch, ISBN 978-3-903006-59-1.
- Hunting Hope – Teil 1: Zerbrochene Herkunft. Verlag in Farbe und Bunt, 2018 (E-Book), 2019 als Taschenbuch, ISBN 978-3-95936-117-0.
- Hunting Hope – Teil 2: Zerrissen. Verlag in Farbe und Bunt, 2019 (E-Book) ISBN 978-3-95936-136-1, 2020 als Taschenbuch ISBN 978-3-95936-151-4.
- Hunting Hope – Teil 3: Zerrüttete Träume. Verlag in Farbe und Bunt, 2019 (E-Book) ISBN 978-3-95936-172-9, 2020 als Taschenbuch ISBN 978-3-95936-173-6.
- Brüder der Finsternis Verlag ohneohren, 2018 (E-Book), 2019 als Taschenbuch, ISBN 978-3-903296-02-2.
- Hunting Hope – Teil 4: Zukunftsvision. Verlag in Farbe und Bunt, 2022, Taschenbuch, ISBN 978-3-95936-334-1.
- Our mechanical Hearts. Eigenverlag, 2022, Taschenbuch, ISBN 978-3-95936-334-1.
- Sorrowville Band 4: Blutrache der Geisterarmee. Die unheimlichen Fälle des Zacharias Zorn als Sheyla Blood, Verlag in Farbe und Bunt, 2022 als E-Book/Taschenbuch, ISBN 978-3-95936-345-7.
- Darren Lloyd - Der Sternenrächer. Life is a Story - story.one. story.one publishing, 2022 als Hardcover, ISBN 978-3-7108-0660-5.
- Dimensionslichter - Zeitalter der Rebellion 1. Eigenverlag, 2024, eBook/Taschenbuch, ISBN 979-8878580670.
- PERRY RHODAN Androiden 4: Willkommen in Menschenstadt. Pabel-Moewig Verlag, 2024, Heftroman, ISBN 978-3-8453-5191-9.
- PERRY RHODAN Kartanin 9: Kampf um Ursa Minor. Pabel-Moewig Verlag, 2025, Heftroman, ISBN 978-3-8453-5209-1.
- Mondschatten. Eigenverlag, 2024 (Überarbeitete Neuveröffentlichung), eBook/Taschenbuch, ISBN 979-8339740520.

Herausgeberschaften
- Geschichten aus dem Keller (mit Melanie Vogltanz und Werner Graf), Verlag ohneohren, 2020, ISBN 978-3-7557-5737-5.

## Nominierungen und Auszeichnungen
- Longlist-Nominierung Deutscher Phantastik Preis 2017 für den Roman Mondschatten in der Kategorie bester internationaler Roman.[6]
- Shortlist-Nominierung Deutscher Phantastik Preis 2018 für die Kurzgeschichte Traum und Wahrheit aus der Anthologie Absinth – Geschichten im Rausch der Grünen Fee.[7]
- Nominierung Deutscher Phantastik Preis 2019 für die Serie Hunting Hope in der Kategorie beste Serie.[8]
- Longlist-Nominierung Skoutz-Award 2019 für den Roman Brüder der Finsternis[9]
- Longlist-Nominierung Skoutz-Award 2019 für die Novelle Hunting Hope – Teil 1: Zerbrochene Herkunft.
- Auszeichnung als Stadtschreiberin von Eggenburg 2019 für ihre Novelle Der fremde Wille.
- Auszeichnung Buch des Jahres für den Roman Brüder der Finsternis des Musiksenders Radioplanet Berlin.
- 3. Platz bei Autorin des Jahres des Musiksenders Radioplanet Berlin (2019 und 2020).
- Chrysalis Award der European Science Fiction Society 2023.[10]